# Beziehungen zwischen Jordanien und den Vereinigten Staaten

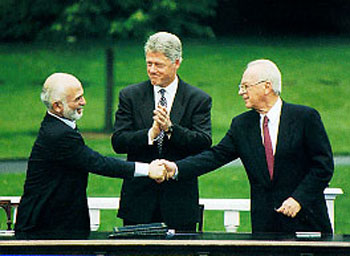
König Husseins von Jordanien mit Israels Jitzchak Rabin und US-Präsident Bill Clinton im Weißen Haus (1994)

Die Beziehungen zwischen Jordanien und den Vereinigten Staaten sind durch eine enge sicherheitspolitische Partnerschaft geprägt und Jordanien gilt als einer der wichtigsten Verbündeten im Nahen Osten. Die USA haben Jordanien hohe Hilfszahlungen geleistet, welche sich zwischen 1951 und 2020 auf über 26 Milliarden US-Dollar beliefen. In Jordanien waren im Juni 2024 knapp 3.800 Soldaten der Streitkräfte der Vereinigten Staaten stationiert.
Seit seiner Gründung war das Königreich Jordanien auf die Unterstützung der westlichen Großmächte angewiesen. Großbritannien übernahm zuerst diese Rolle als Unterstützer der Haschimiten in den 1940er Jahren; in den 1950er Jahren sprangen die USA ein und begannen mit Hilfszahlungen an Jordanien. Durch den israelisch-arabischen Konflikt flohen zahlreiche Palästinenser nach Jordanien, wo sie knapp die Hälfte der Bevölkerung ausmachen. Die USA versuchten Jordanien in der Folgezeit zu stabilisieren.
Unter der Vermittlung von US-Präsident Bill Clinton wurde 1994 der Friedensvertrag zwischen Israel und Jordanien unterzeichnet, mit dem Jordanien als zweites arabisches Land den US-Verbündeten Israel diplomatisch anerkannte. Dadurch wurden die amerikanisch-jordanischen Beziehungen zementiert. Zwei Jahre später wurde Jordanien von den USA zu einem Major non-NATO ally erhoben, der dem Land bevorzugten Zugang zu amerikanischer Rüstung und Ausbildung verschaffte. König Abdullah II. riet der Bush-Regierung vom Irak-Krieg 2003 ab, soll aber später die Invasionskoalition trotz der überwältigenden Ablehnung seiner Bevölkerung heimlich und stillschweigend als Verbündeter der USA unterstützt haben. Die jordanische Regierung sprach sich öffentlich immer gegen den Krieg gegen den Irak aus.
Später unterstütze die USA Jordanien bei der Versorgung syrischer Flüchtlinge nach dem Ausbruch des Bürgerkrieg in Syrien 2011 und Jordanien schloss sich der Anti-IS-Koalition unter Führung der USA an, wo beide Staaten zusammenarbeiteten. Die militärischen Beziehungen beider Länder wurden durch 2006 und 2021 geschlossene Kooperationsabkommen weiter vertieft. Die USA unterstützen den Aufbau der jordanischen Streitkräfte und der Sicherheitsdienste mit Geldern und Waffenlieferungen. Der jordanische Geheimdienst gilt als Verbündeter der CIA und war an dem Aufbau von Black Sites mitbeteiligt. Nach dem Beginn des Krieg in Israel und Gaza 2023 koordinierten die Biden-Regierung und Jordanien die Unterstützung der Zivilbevölkerung im Gazastreifen und beide Seiten versuchten eine Lösung zu finden, um den Konflikt zu beenden.
Die USA waren das erste arabische Land, mit dem Freihandelsabkommen abgeschlossen wurde, welches 2001 unterzeichnet wurde. 2022 beliefen sich die US-Exporte nach Jordanien auf 2,4 Milliarden Dollar, während die Importe 3,9 Milliarden Dollar betrugen. Die USA sind zudem der wichtigste Geber von Entwicklungshilfe. Dazu gehören Mittel für Entwicklungsprojekte, Gesundheitsfürsorge, Bildung, Maßnahmen zur Verbesserung der Wasserversorgung, Darlehen und Zuschüsse für den Erwerb von US-Agrarrohstoffen und Unterstützung für die Entwicklung einer freien Marktwirtschaft. Für den Zeitraum von 2023 bis 2029 wurden jährliche Hilfszahlungen in Höhe von 1,65 Milliarden US-Dollar vereinbart.
Trotz der US-Wirtschaftshilfen und den engen politischen Beziehungen ist Antiamerikanismus in Jordanien weit verbreitet. Laut mehreren Pew Research-Umfragen, die 2003 während des Irakkriegs durchgeführt wurden, hatten nur ein Prozent der Jordanier eine positive Einstellung zu den USA. 2006 waren es immerhin 15 Prozent.